# Lonicera periclymenum
Lonicera periclymenum е вид покритосеменни растения от род орлови нокти (Lonicera) на семейство Бъзови (Caprifoliaceae). Разпространен е в Средна и Южна Европа, Северна и Западна Азия. Представлява увивен листопаден храст, достигащ на височина до 5 m. Листата му са яйцевидни, тъмнозелени отгоре и сиви отдолу. Цветовете са едри, ароматни, с жълтеникавобяло отвътре и карминеночервено и жлезисто окосмено отвън венче. Цъфти от юни до септември, дори и по-късно. Използва се като декоративно растение.